# Juliana Koo
Juliana Young Koo (chinesisch 嚴幼韻 / 严幼韵, Pinyin Yán Yòuyùn, W.-G. Yen Yu-yün; * 26. September 1905 in Tianjin, Kaiserreich China; † 24. Mai 2017 in New York City, New York, Vereinigte Staaten) war eine chinesisch-US-amerikanische Diplomatin.

## Biografie

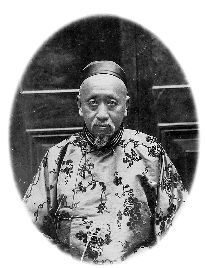
Juliana Koos Urgroßvater, der chinesische bildende Künstler Yan Xinhou (1838–1907)

Juliana Koo wurde am 26. September 1905 in eine wohlhabende Familie mit Geschäfts- und Regierungskontakten in der zum damaligen Kaiserreich China gehörenden Stadt Tianjin als Yán Yòuyùn (Yen Yu-yün) geboren. Ihr Vater war Yan Zijun (1872–1931), dessen Großvater wiederum der chinesische bildende Künstler Yan Xinhou (1838–1907) war. Im Alter von 14 Jahren kam sie an die lokale Keen School und besuchte später die Fudan-Universität, die in ihrem Geburtsjahr gegründet wurde, in der Hafenstadt Shanghai. Während dieser Zeit war sie vor allem unter dem (ins Englische übersetzten) Spitznamen Miss 84 bekannt, der die Kennzeichentafeln des Fahrzeuges zierte, das sie immer zur Universität brachte und wieder abholte. Darüber hinaus war sie eine der ersten Frauen, die ihren Abschluss an der Fudan-Universität machten.
Im Jahre 1929 heiratete sie den rund fünf Jahre älteren Yang Guangsheng, auch Clarence Kuangson Young genannt; einen chinesischen Diplomaten, der in weiterer Folge im Jahre 1938 als chinesischer Generalkonsul in die philippinische Hauptstadt Manila beordert wurde. Dort soll seine Frau eine große Hilfe für ihren Mann gewesen sein und bei der Beschaffung von Geld für den Kampf gegen die Japaner gesammelt haben. Als Manila im Jahre 1942, während des Zweiten Weltkrieges, in die Hände der Japaner fiel, wurde ihr Mann zusammen mit sieben weiteren Beamten des Konsulats von den Japanern gefangen genommen. Sie selbst wurde von den Japanern aus dem gemeinsamen Haus vertrieben und zog mit ihren Töchtern in eine alte Villa in Manila, wo sie in den Jahren bis Kriegsende zu einer Matriarchin wurde und zahlreiche Witwen und deren Kinder unterstützte. Erst nachdem die US-Truppen im Jahre 1945 auf den Philippinen einmarschierten, erfuhr sie, dass ihr Ehemann bereits kurz nach seiner Inhaftierung von den Japanern getötet wurde, nachdem dieser sich weigerte, sein Heimatland zu verraten. Nach dem Ende des Zweiten Weltkrieges zog sie mit ihren drei Töchtern nach New York City, wo sie eines der ersten Mitglieder des Protocol and Liaison Service der Vereinten Nationen wurde. Später arbeitete sie sich bis zur Leiterin dieser Abteilung hoch und war auch daran beteiligt, chinesische Immigranten in die Vereinigten Staaten zu holen.
Insgesamt arbeitete sie über zehn Jahre für die Vereinten Nationen in New York City und war zudem der erste weibliche Diplomat in der noch jungen Geschichte der Organisation. Nachdem sie im Jahre 1952 erstmals auf den knapp zwei Jahrzehnte älteren Wellington Koo getroffen war, heiratete sie diesen im September 1959 und war mit ihm bis zu dessen Tod im Alter von 98 Jahren im Jahre 1985 verheiratet. Bereits während dieser Zeit hatte sie sich weitgehend aus dem öffentlichen Leben zurückgezogen, lebte mit ihrem Mann während dessen Zeit als Richter am Internationalen Gerichtshof in Den Haag und verbrachte nach seinem dortigen Ausscheiden ihren Lebensabend in New York City. Im Jahre 2015 veröffentlichte sie ihre in chinesischer Sprache verfasste Autobiographie 109 Springtimes: My Story. Am 26. September des gleichen Jahres wurde sie zu einem Supercentenarian, als sie das Alter von 110 Jahren erreichte. Als Geheimnis ihres langen Lebens gab sie den Konsum von Foie gras, Rindfleisch, Schweinebauch und viel Butter an und riet von Turnübungen und dem übermäßigen Konsum von Gemüse ab. Am 24. Mai 2017 starb Juliana Young Koo im Alter von 111 Jahren in der Stadt, in der sie Jahrzehnte gelebt hatte. Sie hinterließ ihre beiden Töchter Genevieve und Shirley Young, sieben Enkelkinder, 18 Urenkelkinder und zwei Ururenkelkinder sowie ihre rund 200 Personen umfassende Großfamilie. Ihre dritte Tochter Frances Young war bereits vor ihr gestorben.